# The One with Two Parts, Part One
The One with Two Parts, Part One (dansk: Den Med To Gange, Første Del) er det 16. afsnit i sæson 1 af den amerikanske sitcom Venner. Afsnittet er instrueret af Michael Lembeck og skrevet af David Crane og Marta Kauffman. Afsnittet blev første gang vist d. 23. februar 1995 på NBC.

## Plot
Joey og Ross er på en restaurant og tror de bliver serviceret af Phoebe. I virkeligheden er det hendes tvillingesøster Ursula og Joey falder straks for hende. Da han spørger Phoebe om det er okay at gå ud med Ursula siger hun i første omgang tøvende ja, men føler sig i virkeligheden fortørnet over at hun på en måde bliver tilsidesat af ham. Phoebe finder dog ud af at de ikke har været i seng sammen, efter at have spurgt Joey, men da hun går over for at snakke med Joey om deres forhold, efter at være blevet overtalt af vennerne til det, åbner Ursula døren kun iført en skjorte (og her ender hoveddelen af afsnittet med en "fortsættelse følger...")
Chandler falder for en af sine underordnede ved navn Nina, bl.a. på baggrund af en samtale om hans WENUS (udtrykket er originalt en forkortelse for et udtryk på deres arbejde, men kan her (og bliver også af Chandler/Nina) overført opfattes som "weiner", der er et amerikansk slangudtryk for penis), men problemet opstår da han bliver nødt til at fyre hende grundet en slem ANUS, som hans chef udtrykker det (igen et udtryk på arbejdet) og siger at det er den slemmeste siden 1970'erne. Chandler kan dog ikke tage sig sammen til at fyre hende og spørger derfor i stedet om de skal tage på en date. Da de er begyndt at se hinanden mere har han endnu mere svært ved at fyre hende og bilder i stedet sin chef ind at hendes psykolog har ringet og fortalt at hun nemt kan få et anfald hvis hun bliver fyret og Nina er således stadig ansat.
Ross tager til fødselsforberedende lamaze-timer sammen med Carol, hvor Susan dog også er med. Dette er en smule akavet, men det bliver ikke mindre af Carol ikke møder op en dag og da de skal til at øve i par bliver Ross tvunget til at være moderen da han taber til Susan i plat eller krone. Ross bliver dog også først nu rigtig opmærksom på at han skal til at være far og dette slår ham lidt ud.
Marcel, der er Ross' abe, piller ved Monica og Rachels fjernsyn således at fjernsynet bliver udstyret med "SAP" i øverste venstre hjørne og sproget det i stedet bliver synkroniseret til spansk.
Hr. Heckles, der er Monica og Rachels underbo, banker på og siger at de stamper i gulvet, men vennerne benægter. Monica siger til Rachel at hun stadig ikke har taget julelyset på balkonen ned, men Rachel forsøger at snakke udenom uden held. Afsnittet slutter med at Rachel tager lyset ned, men falder ned fra balkonen og hænger i foden lige ud fra hr. Heckles vindue.